# Melata

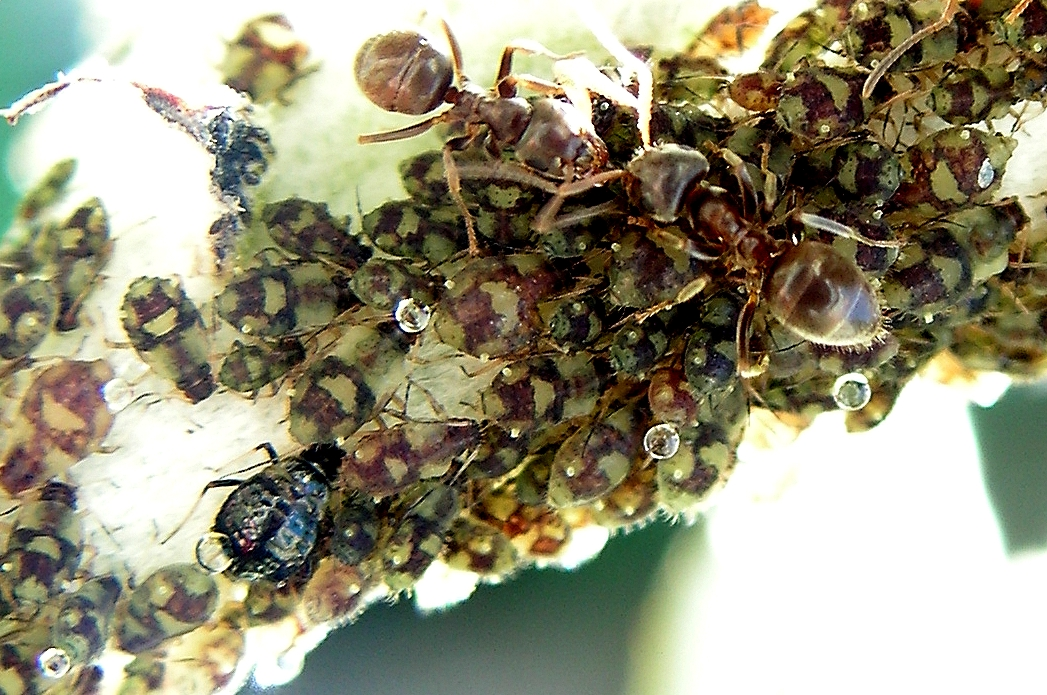
Infestazione di afidi con emissioni di melata e presenza di formiche.

La melata, detta anche miele di melata, è una secrezione zuccherina emessa dalla maggior parte dei Rincoti Omotteri che si nutrono della linfa delle piante. Rappresenta un substrato alimentare fondamentale per la nutrizione di un elevato numero di insetti glicifagi e di alcuni funghi saprofiti e, presso alcune popolazioni, anche per l'uomo. In ambienti con scarsa disponibilità di piante nettarifere è inoltre utilizzata dalle api per la produzione del miele.

## Origine

Schema della camera filtrante degli Aleirodidi. Legenda: 1: stomodeo; 2: tubi malpighiani; 3: camera filtrante con il primo tratto del mesentero e, dietro, il primo tratto del proctodeo; 4: inizio del proctodeo; 5: tratto terminale del mesentero; 6: inizio del mesentero; 7: proctodeo; 8: mesentero; 9: ampolla rettale.

La melata è costituita dagli escrementi liquidi prodotti da un adattamento fisiologico di insetti fitomizi che si nutrono esclusivamente di linfa. La dieta a base di linfa è sbilanciata a causa dell'elevato tenore in zuccheri e del basso tenore in amminoacidi, perciò per soddisfare il proprio fabbisogno azotato, questi insetti devono assumere quantità sproporzionate di linfa di cui dovranno scartare buona parte dell'acqua e degli zuccheri disciolti.
La maggior parte degli Omotteri dispone di un adattamento anatomo-fisiologico dell'apparato digerente, detto camera filtrante, che consiste in un sistema bypass localizzato all'inizio dell'intestino medio (mesentero): la camera filtrante funziona come un dispositivo di dialisi che filtra l'acqua e gli zuccheri deviandoli nell'intestino posteriore (proctodeo). Lo scopo di questa deviazione è quello di concentrare il substrato alimentare sottoposto alla digestione vera e propria prevenendo l'eccessiva diluizione dei succhi enzimatici dell'intestino medio.
L'acqua e gli zuccheri scartati dalla camera filtrante confluiscono nella parte finale del tubo digerente e vengono espulsi dall'ano sotto forma di goccioline. Le gocce di melata rimangono sulla superficie dei vegetali; l'emissione può raggiungere quantità tali da sgrondare imbrattando le parti sottostanti. Da qui vengono raccolte da api, formiche e altri insetti che se ne nutrono.
Gli insetti che producono melata sono numerosi, in particolare si citano le psille, gli aleirodidi, le cocciniglie (eccetto i Diaspini), gli afidi (eccetto gli adelgidi e le fillossere), le cicaline sensu lato.

## Utilità

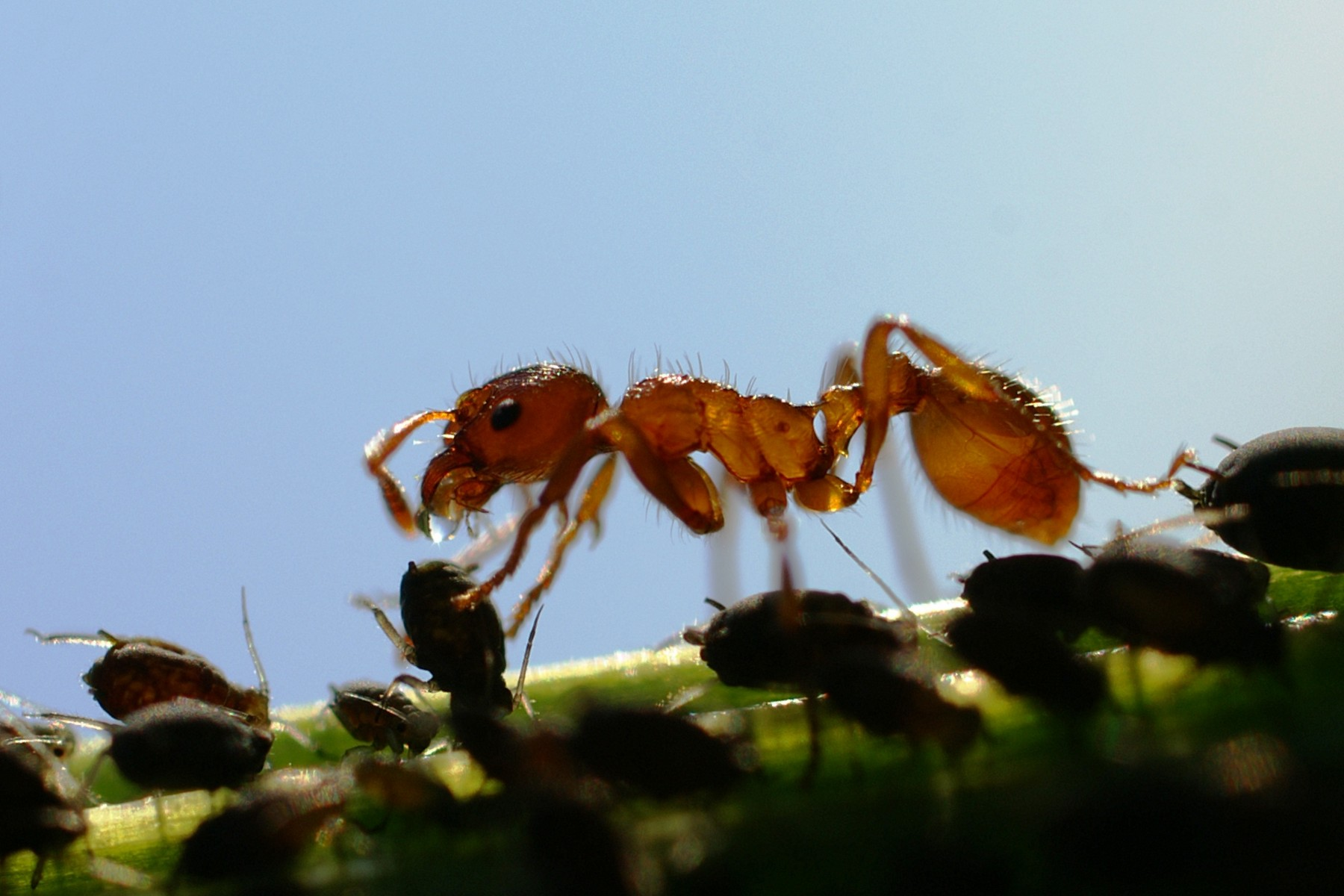
La melata è l'elemento su cui si fonda la simbiosi fra le formiche e gli afidi. Nella foto si osserva una formica che preleva una gocciolina di melata da un afide.

Per il suo tenore zuccherino, la melata rappresenta una fonte alimentare anche per gli esseri umani. L'utilizzo diretto della melata ha contesti circostanziati in quanto interessava popolazioni la cui sussistenza si basava fondamentalmente sulla raccolta in ambienti aridi o desertici. La raccolta della melata era attuata da alcune tribù indigene della Sierra Nevada e del Gran Bacino, da popolazioni del Sudafrica, dagli aborigeni australiani e da popolazioni stanziate in Medio Oriente fra la Mesopotamia e l'Egitto.
La melata è importante sotto l'aspetto ecologico in quanto rappresenta il substrato alimentare per gli adulti glicifagi di un notevole numero di specie di insetti, in periodi in cui scarseggia la disponibilità di nettare. Molte di queste specie fanno capo agli ordini dei Ditteri e degli Imenotteri e sono da considerarsi utili perché le loro larve, entomofaghe, sono un importante fattore di controllo naturale degli insetti fitofagi. Nella dinamica di un ecosistema naturale o sufficientemente non degradato, la melata entra dunque come parte integrante della catena alimentare.

### Miele di melata
Maggiormente diffuso è invece l'utilizzo indiretto della melata sotto forma di miele.
In ambienti dove è scarsa la fioritura, infatti, le api ricorrono alla melata come fonte zuccherina alternativa al nettare, o anche in periodi in cui non ci sono altre fioriture cospicue. In Italia gli ambienti tipici per la produzione del miele di melata erano le foreste di conifere di montagna (abetine), associazioni vegetali in cui scarseggia per buona parte dell'anno la disponibilità di piante mellifere da bottinare. Dagli anni ottanta si è però diffusa, soprattutto nell'Italia centro-settentrionale, un fulgoroideo di origine nordamericana, la Metcalfa pruinosa (Homoptera: Flatidae). Questo fitomizo, estremamente polifago, ha colonizzato gli ambienti collinari ed è di difficile controllo, perciò le sue popolazioni raggiungono ogni anno densità tali da rendere significativa la produzione di melata. La maggior parte del miele di melata prodotto in Italia, infatti, deriva attualmente dalla melata bottinata dalle api in ambienti collinari, in occasione di infestazioni di metcalfa. Per questo motivo il miele di melata è detto spesso anche miele di metcalfa.
Il miele di melata ha sapore molto meno dolce di quelli prodotti a partire dal nettare, non cristallizza e si presenta particolarmente scuro, aromatico e denso e il gusto può ricordare il caramello. Presenti in buona quantità anche calcio, magnesio, sodio e potassio e ferro.

## Danni
A fronte della sua utilità, limitata a contesti socioeconomici circoscritti o ad ambiti ecologici non degradati, la melata è un fattore di danno dal punto di vista agronomico. L'abbondante emissione di melata, in agrosistemi in cui è compromessa la biodiversità, rappresenta il substrato ideale per l'insediamento dei funghi agenti della fumaggine. Questa, sviluppandosi sulla superficie delle foglie, impedisce la fotosintesi e interferisce perciò nel bilancio energetico delle colture, contribuendo alla decurtazione della produzione e al deperimento delle piante.

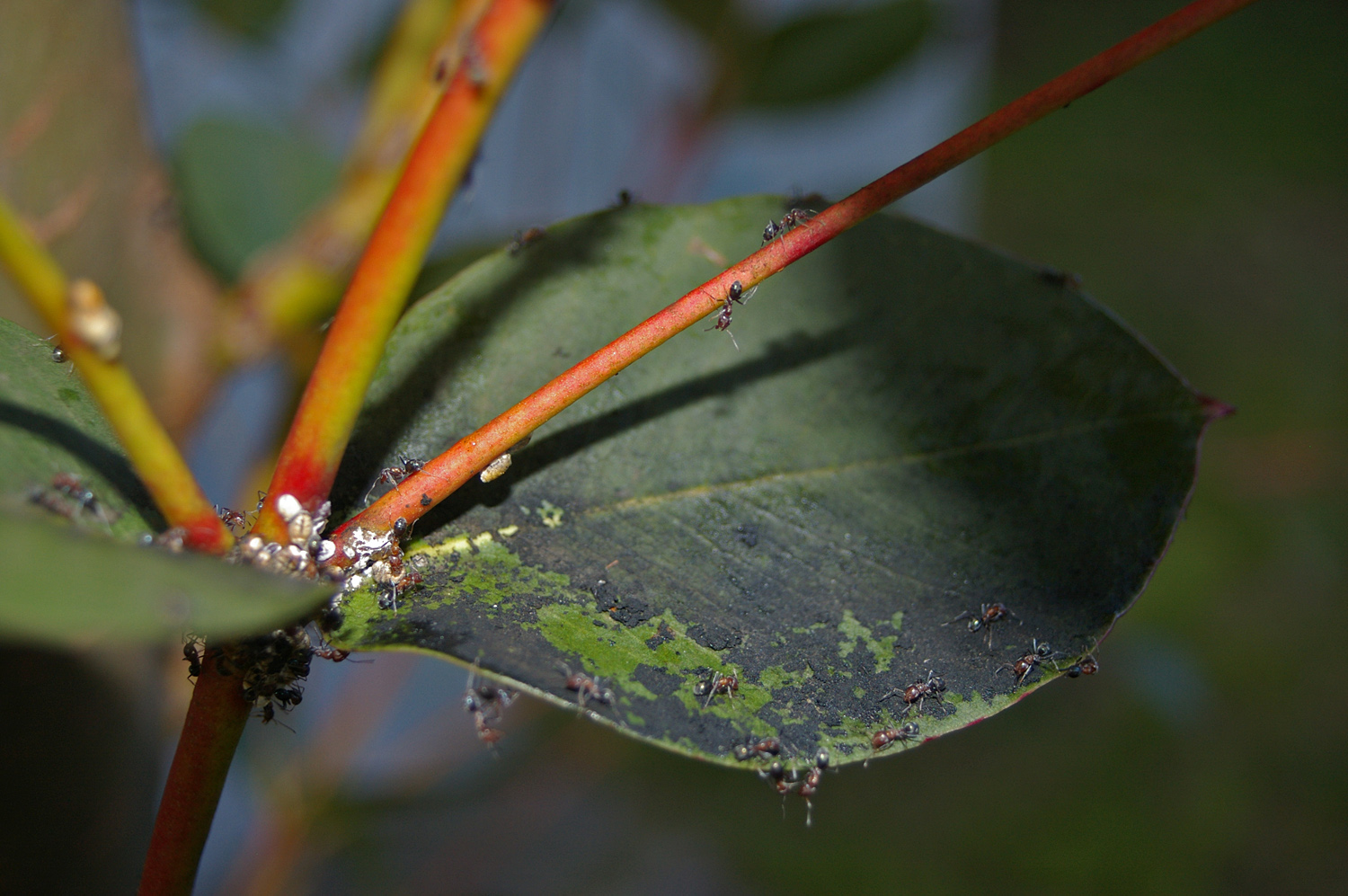
Fumaggine sviluppata su una foglia sulla melata prodotta da una colonia di cocciniglie.

A questo danno si aggiunge anche quello qualitativo derivante dall'imbrattamento dei prodotti da parte della melata e della fumaggine. Pur trattandosi di un danno puramente estetico, la presenza di melata, di consistenza vischiosa, e della fumaggine, di colore nerastro e consistenza polverulenta o crostosa, è sgradita ai consumatori, ed è perciò causa di un deprezzamento commerciale.
Infine va considerato il danno derivante dalla simbiosi fra le formiche e gli afidi. Allo scopo di sfruttarne la produzione di melata (sostanza zuccherina di cui si cibano), le formiche favoriscono la diffusione degli afidi trasportandoli su piante e germogli non attaccati, interferiscono con la loro moltiplicazione inibendo la comparsa delle virginogenie attere e causando l'incremento della popolazione, proteggono gli afidi dai loro predatori. Ne è un esempio il fatto che le formiche attaccano le coccinelle che si cibano di afidi. Nel complesso, perciò, la simbiosi è un fattore di predisposizione che favorisce l'incremento delle popolazioni afidiche a danno delle colture.